# ФК Верес Ровно
ФК Верес Ровно (укр. ФК «Верес» Рівне) је украјински професионални фудбалски клуб, који се такмичи у Прва лиги Украјине.